# Реверсивная хроника событий
«Реверсивная хроника событий» — восьмой альбом российской рок-группы «Сплин», записанный в 2004 году. Включает в себя ряд песен, ставших хитами задолго до его записи, таких как «Романс», «Мы сидели и курили» и впервые появившаяся в виде стихотворения (и прочитанная Александром Васильевым на премии «Poboroll» «Нашего радио») песня «Урок географии».
Презентация альбома прошла во МХАТе имени Горького в ноябре 2004 года.

## Список композиций
Слова и музыка всех песен — Александр Васильев.
| №   | Название                   | Длительность |
| --- | -------------------------- | ------------ |
| 1.  | «Океан (инстр.)»           | 0:36         |
| 2.  | «Семь восьмых»             | 4:22         |
| 3.  | «Шато Марго»               | 3:54         |
| 4.  | «Мы сидели и курили»       | 3:19         |
| 5.  | «Сиануквиль»               | 2:32         |
| 6.  | «Человек и Дерево»         | 2:16         |
| 7.  | «Лабиринт»                 | 4:48         |
| 8.  | «Шаги (инстр.)»            | 1:29         |
| 9.  | «Бериллий»                 | 3:31         |
| 10. | «Паровоз (инстр.)»         | 0:53         |
| 11. | «Люди на ладони»           | 2:01         |
| 12. | «Урок географии»           | 4:59         |
| 13. | «Всё включено»             | 3:20         |
| 14. | «Голос за кадром (инстр.)» | 1:08         |
| 15. | «Романс»                   | 3:25         |

## Участники
- Александр Васильев — вокал, гитара
- Ян Николенко — флейта, перкуссия, голоса
- Сергей Наветный — барабаны
- Вадим Сергеев — бас-гитара
- Стас Березовский — гитары
- Николай Ростовский — клавишные инструменты
- Григорий Габерман — барабаны (6, 7)
- Александр Плявин — бас-гитара (6, 7)
- Денис Юровский — металлофон (12)
- Сергей Большаков, Денис Юровский — звукорежиссёры
- Сергей Большаков — сведение и мастеринг
- Александр Пономарёв — продюсер
- Елена Волженская — менеджер
- Александр Морозов — тур-менеджер

## Видеоклипы
| Год  | Клип               | Режиссёр     |
| ---- | ------------------ | ------------ |
| 2003 | Романс             | Михаил Сегал |
| 2004 | Мы сидели и курили | Олег Куваев  |
| 2005 | Лабиринт           | Ян Кравцов   |
| 2005 | Урок географии     | Михаил Сегал |